# Schelms havikskruid
Schelms havikskruid (Hieracium warnsbornense) is een soort uit het geslacht havikskruid (Hieracium).

## Determinatie
Schelms havikskruid is een kruidachtige plant die bladrozetten vormt. De rozetten omvatten 3–5(–7) rozetbladeren die ook tijdens de bloei aanwezig zijn. De bovenzijde van de rozetbladeren is groen; de onderzijde is veelal min of meer paars aangelopen. De soort bloeit vanaf ongeveer het midden van mei tot in het midden van juni. De bloemstengels zijn rechtopstaand en bevatten (2–)3–4 stengelbladeren. De stengelbladeren zijn lancetvormig tot eirond-lancetvormig, de bovenste tot smal-driehoekig. De bloeiwijze is een tuilvormig gevorkt bijscherm. De bloemstelen zijn dicht bezet met sterharen en verspreid bezet met matig lange tot lange haren.

## Ecologie
Schelms havikskruid groeit vooral in grazige zoomvegetatie op halfbeschaduwde, meso-oligotrofe bodems. Het gaat vooral om zoomvegetatie in de bermen van lanen.

## Verspreiding
Het verspreidingsgebied van schelms havikskruid is zeer klein en uitsluitend bekend uit Nederland, waar zij endemisch is voor de Veluwe.
... · 
H. amplexicaule (stengelomvattend havikskruid) · 
H. bauhini (Hongaars havikskruid) · 
H. caespitosum (weidehavikskruid) · 
H. glaucinum (vroeg havikskruid) · 
H. lactucella (spits havikskruid) · 
H. laevigatum (stijf havikskruid) · 
H. macrodontophyllum  · 
H. murorum (muurhavikskruid) · 
H. piloselloides (Florentijns havikskruid) · 
H. praealtum (grijs havikskruid) · 
H. sabaudum (boshavikskruid) · 
H. scabrum (ruig havikskruid) · 
H. umbellatum (schermhavikskruid) · 
H. vogesiacum (vogezenhavikskruid) · 
H. vulgatum (dicht havikskruid) · 
H. warnsbornense (schelms havikskruid) · 
...